# Кур'єр (серіал)
«Кур'єр» (кор. 딜리버리맨) — фентезійний південнокорейський телесеріал, що розповідає історію про таксиста Со Йон Міна, що надає послуги таксі лише для привидів і привиду Кан Чі Хьон, що втратили всі спогади про себе. Серіал є оригінальною програмою Genie TV та виходив на телеканалі ENA щосереди і щочетверга з 1 березня по 6 квітня 2023, крім того він також доступний на платформах TVING, Viki та Viu у вибраних регіонах. У головних ролях Юн Чхан Йон, Пан Мін А та Кім Мін Сок.

## Сюжет
Після смерті своєї мами, Со Йон Мін отримав у спадок таксі та продовжив її справу, працюючи таксистом. Одного разу він виявив у таксі чужий телефон та після спробу взаємодії з ним Йон Мін отримує здібність бачити привидів. Крім того, пізніше він виявляє не лише те, що він бачить привидів, а й те, що якийсь привид із амнезією не може покинути таксі. Через те, що вона постійно сидить у таксі, він не може перевозити звичайних людей, бо її примарна сутність викликає у людей нездоровий стан. Спершу Йон Мін намагається позбутися привиду, бо через неї він втрачає прибуток, який погашає борг за оренду житла, але з часом дізнається, що привиди також можуть оплачувати за проїзд у таксі. Тому Йон Мін вирішує стати таксистом, який виконує останнє бажання привидів, щоб вони змогли покинути цей світ, та водночас намагається допомогти своїй колезі-привиду відновити її пам'ять.

## Акторський склад

### Головні ролі
- Юн Чхан Йон як Со Йон Мін[8][9]

Кілька місяців тому він втратив маму внаслідок ДТП, після чого йому дісталася у спадок таксі. Через необхідність оплати боргів і оренди за житло, Со Йон Мін закинув навчання на поліцейського і став таксистом. Після випадку з телефоном він став таксувати з приводим із амнезією на ім'я Кан Чі Хьон, допомагаючи іншим привидам покинути цей світ. Йон Мін живе зі своєю бабусею.
- Пан Мін А як Кан Чі Хьон[8][9]

Кан Чі Хьон була поліцейськими, яка вважала, що її подругу навмисно вбила, тому вона розслідувала цей випадок. Однак на завершальному етапі, коли слід вже привів до справжнього вбивці, вона сама потрапляє в ситуацію на межі смерті та помирає в лікарні. Після того, як Йон Мін виявив телефон та активував його, то її душа прив'язалася до цього телефону, але вона нічого не пам'ятає про себе, навіть не знає свого ім'я. Тепер вона таксує разом із Йон Міном, допомагаючи іншим привидам та намагаючись віднайти спогади зі свого життя.
- Кім Мін Сок як То Кю Джін[8][9]

Один із близьких друзів Со Йон Міна, із якими Йон Мін познайомився на місце ДТП, де його мати збив мотоцикліст. Він був першим лікарем на місці пригоди. Кю Джін працює у відділі швидкої допомоги лікарні Техун та має ідеальні здібності як лікаря. Крім того, він також доглядає за бабусею Йон Міна.

### Другорядні ролі
- Кім Син Су як Чі Чхан Сок

Детектив із поліцейського відділку, що замається справою вбивства мати Со Йон Міна та Кан Чі Хьон. Він головною команди з розслідування тяжких злочинів у поліцейському відділку Тонпха.
- Пак Хє Джін як Пак Пун Джа

Бабуся Со Йон Міна та його єдина родина після смерті матері.
- Пак Чон Хак як Кан Хьон Су

Батько Кан Чі Хьон та колишній детектив, що самостійно розслідує смерть його доньки.
- Хо Чі На як Кім Хі Йон

Головна медсестра у відділі швидкої допомоги лікарні Техун.
- Лі Хє Джон як Юн Со Рі

Нова медсестра у відділі швидкої допомоги лікарні Техун.
- Лі Кю Хьон як Кім Чон У

Медбрат у відділі швидкої допомоги лікарні Техун.
- Ха Ґьон як Лі Тон Ук

Вправний шаман, до якого часто звертається Со Йон Мін за порадою стосовно привидів. Він використовує прізвисько «квітковий хлопець».

## Оригінальні звукові доріжки

### Альбом частинами
| Delivery Man (Original Television Soundtrack), Part 1 | Delivery Man (Original Television Soundtrack), Part 1 | Delivery Man (Original Television Soundtrack), Part 1 | Delivery Man (Original Television Soundtrack), Part 1 | Delivery Man (Original Television Soundtrack), Part 1 | Delivery Man (Original Television Soundtrack), Part 1 |
| #                                                     | Назва                                                 | Автор слів                                            | Автор музики                                          | Виконавець                                            | Тривалість                                            |
| ----------------------------------------------------- | ----------------------------------------------------- | ----------------------------------------------------- | ----------------------------------------------------- | ----------------------------------------------------- | ----------------------------------------------------- |
| 1.                                                    | «Stuck on You» (들러붙었다)                           | Кім Чон Чхон                                          | Кім Чон Чхон                                          | Ю Син У                                               | 2:39                                                  |
| 2.                                                    | «Stuck on You (Inst.)» (들러붙었다 (Inst.))           |                                                       | Кім Чон Чхон                                          | Ю Син У                                               | 2:39                                                  |

| Delivery Man (Original Television Soundtrack), Part 2 | Delivery Man (Original Television Soundtrack), Part 2 | Delivery Man (Original Television Soundtrack), Part 2 | Delivery Man (Original Television Soundtrack), Part 2 | Delivery Man (Original Television Soundtrack), Part 2 | Delivery Man (Original Television Soundtrack), Part 2 |
| #                                                     | Назва                                                 | Автор слів                                            | Автор музики                                          | Виконавець                                            | Тривалість                                            |
| ----------------------------------------------------- | ----------------------------------------------------- | ----------------------------------------------------- | ----------------------------------------------------- | ----------------------------------------------------- | ----------------------------------------------------- |
| 1.                                                    | «Dream about You» (너라는 꿈)                         | Но Чу Хван, Philant                                   | Но Чу Хван, Philant                                   | Кьон Со                                               | 2:44                                                  |
| 2.                                                    | «Dream about You (Inst.)» (너라는 꿈 (Inst.))         |                                                       | Но Чу Хван, Philant                                   | Кьон Со                                               | 2:44                                                  |

| Delivery Man (Original Television Soundtrack), Part 3 | Delivery Man (Original Television Soundtrack), Part 3         | Delivery Man (Original Television Soundtrack), Part 3 | Delivery Man (Original Television Soundtrack), Part 3 | Delivery Man (Original Television Soundtrack), Part 3 | Delivery Man (Original Television Soundtrack), Part 3 |
| #                                                     | Назва                                                         | Автор слів                                            | Автор музики                                          | Виконавець                                            | Тривалість                                            |
| ----------------------------------------------------- | ------------------------------------------------------------- | ----------------------------------------------------- | ----------------------------------------------------- | ----------------------------------------------------- | ----------------------------------------------------- |
| 1.                                                    | «What do you think» (그대는 날 어떻게 생각해)                 | Хан Кьон Су                                           | Хан Кьон Су, Logi K                                   | Чо Кюхьон                                             | 4:42                                                  |
| 2.                                                    | «What do you think (Inst.)» (그대는 날 어떻게 생각해 (Inst.)) |                                                       | Хан Кьон Су, Logi K                                   | Чо Кюхьон                                             | 4:42                                                  |

| Delivery Man (Original Television Soundtrack), Part 4 | Delivery Man (Original Television Soundtrack), Part 4                 | Delivery Man (Original Television Soundtrack), Part 4 | Delivery Man (Original Television Soundtrack), Part 4 | Delivery Man (Original Television Soundtrack), Part 4 | Delivery Man (Original Television Soundtrack), Part 4 |
| #                                                     | Назва                                                                 | Автор слів                                            | Автор музики                                          | Виконавець                                            | Тривалість                                            |
| ----------------------------------------------------- | --------------------------------------------------------------------- | ----------------------------------------------------- | ----------------------------------------------------- | ----------------------------------------------------- | ----------------------------------------------------- |
| 1.                                                    | «Didn't love to fullest» (온 맘 다해 사랑하지 않았어)                 | Кім Хе Рон (MonoTree), Ім Сан Хьон                    | Ім Сан Хьон, Кім Хе Рон (MonoTree)                    | Джиммі Браун                                          | 3:40                                                  |
| 2.                                                    | «Didn't love to fullest (Inst.)» (온 맘 다해 사랑하지 않았어 (Inst.)) |                                                       | Ім Сан Хьон, Кім Хе Рон (MonoTree)                    | Джиммі Браун                                          | 3:40                                                  |

| Delivery Man (Original Television Soundtrack), Part 5 | Delivery Man (Original Television Soundtrack), Part 5 | Delivery Man (Original Television Soundtrack), Part 5 | Delivery Man (Original Television Soundtrack), Part 5 | Delivery Man (Original Television Soundtrack), Part 5 | Delivery Man (Original Television Soundtrack), Part 5 |
| #                                                     | Назва                                                 | Автор слів                                            | Автор музики                                          | Виконавець                                            | Тривалість                                            |
| ----------------------------------------------------- | ----------------------------------------------------- | ----------------------------------------------------- | ----------------------------------------------------- | ----------------------------------------------------- | ----------------------------------------------------- |
| 1.                                                    | «Trying too hard» (애쓰지 말아요)                     | Хан Кьон Су, Лі То Хьон (AUG)                         | Хан Кьон Су, Лі То Хьон (AUG)                         | Cheeze                                                | 4:02                                                  |
| 2.                                                    | «Trying too hard (Inst.)» (애쓰지 말아요 (Inst.))     |                                                       | Хан Кьон Су, Лі То Хьон (AUG)                         | Cheeze                                                | 4:02                                                  |

| Delivery Man (Original Television Soundtrack), Part 6 | Delivery Man (Original Television Soundtrack), Part 6 | Delivery Man (Original Television Soundtrack), Part 6 | Delivery Man (Original Television Soundtrack), Part 6 | Delivery Man (Original Television Soundtrack), Part 6 | Delivery Man (Original Television Soundtrack), Part 6 |
| #                                                     | Назва                                                 | Автор слів                                            | Автор музики                                          | Виконавець                                            | Тривалість                                            |
| ----------------------------------------------------- | ----------------------------------------------------- | ----------------------------------------------------- | ----------------------------------------------------- | ----------------------------------------------------- | ----------------------------------------------------- |
| 1.                                                    | «Starlight» (별빛)                                    | Ха На                                                 | Tom and Jerry, Чон Сон Мін (Psycho Tension)           | Ю Сон Ин                                              | 4:19                                                  |
| 2.                                                    | «Starlight (Inst.)» (별빛 (Inst.))                    |                                                       | Tom and Jerry, Чон Сон Мін (Psycho Tension)           | Ю Сон Ин                                              | 4:19                                                  |

## Рейтинги
Найнижчі рейтинги позначені синім кольором, а найвищі — червоним кольором.
| Серія            | Дата показу      | Середнє значення кількості переглядів | Середнє значення кількості переглядів | Середнє значення кількості переглядів |
| Серія            | Дата показу      | AGB Nielsen                           | AGB Nielsen                           |                                       |
| Серія            | Дата показу      | Загальнонаціональні                   | Сеул                                  |                                       |
| ---------------- | ---------------- | ------------------------------------- | ------------------------------------- | ------------------------------------- |
| 1                | 1 березня 2023   | 1,1 %                                 | Н/Д                                   |                                       |
| 2                | 2 березня 2023   | 0,7 %                                 | Н/Д                                   |                                       |
| 3                | 8 березня 2023   | 1,0 %                                 | 1,078 %                               |                                       |
| 4                | 9 березня 2023   | 1,0 %                                 | 1,114 %                               |                                       |
| 5                | 15 березня 2023  | 1,0 %                                 | 1,181 %                               |                                       |
| 6                | 16 березня 2023  | 1,0 %                                 | 1,111 %                               |                                       |
| 7                | 22 березня 2023  | 1,1 %                                 | Н/Д                                   |                                       |
| 8                | 23 березня 2023  | 0,8 %                                 | Н/Д                                   |                                       |
| 9                | 29 березня 2023  | 0,9 %                                 | Н/Д                                   |                                       |
| 10               | 30 березня 2023  | 1,3 %                                 | Н/Д                                   |                                       |
| 11               | 5 квітня 2023    | 0,9 %                                 | Н/Д                                   |                                       |
| 12               | 6 квітня 2023    | 1,2 %                                 | 1,369 %                               |                                       |
| Середнє значення | Середнє значення | 7,859 %                               | Н/Д                                   |                                       |